# Sheldon Turner
Sheldon Turner ist ein US-amerikanischer Drehbuchautor und Fernsehproduzent, der durch Kinofilme wie Spiel ohne Regeln, Up in the Air, oder X-Men: Erste Entscheidung international bekannt wurde.

## Leben und Karriere
Sheldon Turner absolvierte seine Ausbildung an der New York University, bevor er als Drehbuchautor in Hollywood Fuß fasste. Seit dem Jahr 2005 ist Turner im Filmgeschäft als Drehbuchautor tätig. Sein Durchbruch gelang ihm, als Adam Sandler und Jack Giarraputo Turner für den Kinofilm Spiel ohne Regeln für ihr Autorenteam verpflichteten. Ein Jahr später arbeitete er für den südafrikanischen Regisseur Jonathan Liebesman an dessen Horrorthriller Texas Chainsaw Massacre: The Beginning. Zusammen mit Regisseur Jason Reitman schrieb Turner dann am Drehbuch zu Up in the Air mit George Clooney und Vera Farmiga in den Hauptrollen. Der Film wurde 2010 in der Kategorie Bestes adaptiertes Drehbuch für den Oscar nominiert. Darüber hinaus erhielt Turner für seine Arbeit an Up in the Air zahlreiche weitere renommierte Filmpreis-Nominierungen, darunter auch für den Golden Globe Award und den British Academy Film Award. 2011 entstand aus Turners Feder die Story zum Kinofilm X-Men: Erste Entscheidung.
Neben seiner Tätigkeit als Drehbuchautor arbeitet Sheldon Turner seit 2015 auch als Fernsehproduzent, wie für den Fernsehfilm The Advocate.
2016 unterschrieben Sheldon Turner und seine Partnerin Jennifer Klein von Vendetta Productions bei 20th Century Fox Television ein zweijähriges Vertragsengagement. Im Rahmen des Paktes wird das Duo neue Projekte für Netzwerk-, Kabel- und Streaming-Dienste entwickeln.

## Auszeichnungen (Auswahl)
- 2010: Golden Globe Award und British Academy Film Award jeweils für das Beste Drehbuch gemeinsam mit Jason Reitman für Up in the Air.
- 2010: Oscar-Nominierung in der Kategorie Bestes adaptiertes Drehbuch bei der Verleihung 2010 für Up in the Air zusammen mit Jason Reitman.

## Filmografie
als Drehbuchautor
- 2005: Spiel ohne Regeln (The Longest Yard)
- 2006: Texas Chainsaw Massacre: The Beginning
- 2009: Up in the Air
- 2011: X-Men: Erste Entscheidung (X-Men: First Class)
- 2015: The Advocate (Fernsehfilm)

als Produzent
- 2015: The Advocate (Fernsehfilm)